# Minibàsquet
El minibàsquet, conegut popularment com a mini, és una versió de bàsquet per a nens de 6 a 12 anys on les dimensions de la pista són reduïdes, entre altres adaptacions.
El Biddy Basket-Ball, com va ser anomenat en un començament a aquest preesport, va ser concebut als Estats Units per Jay Archer l'any 1950 com una adaptació del bàsquet per a nens i nenes. El 1961, un article signat per Justo Conde a la revista de bàsquet «Rebote» és considerat el tret de sortida d'aquest esport al nostre país, disputant els primers partits a Barcelona poc després.
La mida màxima de la pista de minibàsquet és de 15 metres d'amplada (15,10 si se sumen els límits), i 25,60 de llargària (25,70 sumant els límits). Les mides mínimes són de 12 metres d'amplada i 20 de llargària.
Les mides proporcionals de les pistes de minibàsquet han de ser:
| Llargària | 24 | 22 | 20 |
| Amplada   | 14 | 13 | 12 |

Les mides anteriors estan expressades en metres.
Els límits han d'estar ben marcats i visibles, i han de ser de 5 cm d'amplada. El diàmetre de la rodona de mig camp ha de ser de 3,60 metres.

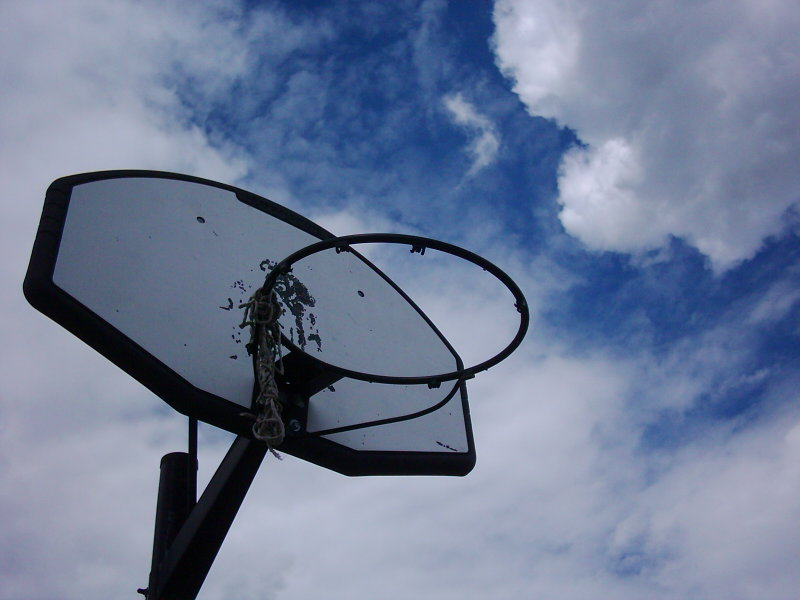
Una cistella de minibàsquet

La mida del tauler de la pista de minibàsquet, que ha d'estar fer de fusta massissa o de material transparent adient, és d'1,20 de llarg i 0,90 d'ample. El cèrcol ha d'estar situat a 2,60 metres del terra i ha de fer 46 centímetres de diàmetre.